# 知識の扉よ開け! ドア×ドア クエスト
『知識の扉よ開け! ドア×ドア クエスト』（ちしきのとびらよひらけ! ドア×ドア クエスト）は、TBS系列で2025年4月25日から金曜日にレギュラー放送されているバラエティ番組。通称・EPG上では『ドア×ドア クエスト』。

## 概要
番組テーマは、「もしも…誰もが気になるアレコレの貴重な裏側を“特別に”覗くことができたら?そんな知的好奇心を刺激する疑問のもと、「気になる!」の向こう側を大調査していく好奇心探求バラエティ”」である。
番組名の「ドア×ドア クエスト」の通り、番組構成や編集は「ドラゴンクエスト」を意識したものとなっている。
TBSテレビで4回特別番組として放送したのち、2001年10月19日から延べ23年間放送されていた「中居正広の金曜日のスマイルたちへ」の後番組として、2025年4月25日より金曜夜にレギュラー放送されている。

## 出演者

### スタジオゲスト
パイロット版からレギュラー放送において出演頻度が高い出演者を記載。
- 小峠英二（バイきんぐ）
- 平子祐希（アルコ&ピース）

### 進行
- 田村真子（TBSアナウンサー、パイロット版第3弾・第4弾・レギュラー版）

## 放送リスト

### パイロット版

#### 2024年
| 回 | 放送日   | 放送内容 | スタジオゲスト                                                                                      | VTR出演者                                            | 備考                    |
| -- | -------- | --- | --------------------------------------------------------------------------------------------------- | ---------------------------------------------------- | ----------------------- |
| 1  | 08月17日 | 年間4億本!ガリガリ君本社のドアを全部開けてみたら? 人生が変わる!?水の飲み方3選                                                                               | アインシュタイン 佐野勇斗（M!LK） 塩﨑太智（M!LK） ハシヤスメ・アツコ 藤本美貴                      | 井戸田潤（スピードワゴン） サンシャイン池崎 樋口日奈 | 土曜☆ブレイク枠にて放送 |
| 2  | 10月18日 | 高さ日本一!東京スカイツリー 禁断のドア 東京ディズニーリゾートの秘密の扉を大調査! 日本最大級!ユニクロ新店舗ができるまでの扉を調査! 平子の気になる扉を大調査! | アインシュタイン 小泉孝太郎 小峠英二（バイきんぐ） 杉咲花 北斗晶 平子祐希（アルコ&ピース） 若槻千夏 | 西村瑞樹（バイきんぐ）                               | 18:30 - 20:50           |

#### 2025年
| 回 | 放送日   | 放送内容 | スタジオゲスト                                                                            | VTR出演者                                | 備考          |
| -- | -------- | --- | ----------------------------------------------------------------------------------------- | ---------------------------------------- | ------------- |
| 3  | 02月08日 | 世界一!羽田空港の気になる裏側を大調査 来場者数日本一!USJ禁断の裏側を大調査 最近 話題のスポットは本当に魅力的なの? 平子の気になる裏側を特別調査! | 北村一輝 小峠英二（バイきんぐ） 佐藤隆太 平子祐希（アルコ&ピース） 藤本美貴 堀田茜        | 長州力                                   | 18:51 - 20:54 |
| 4  | 03月08日 | 国民的テレビアニメヒットの秘密を大調査! | 小峠英二（バイきんぐ） 戸田恵子 平子祐希（アルコ&ピース） 藤本美貴 宮田俊哉（Kis-My-Ft2） | 大和田伸也 武田真治 原西孝幸（FUJIWARA） | 18:51 - 20:54 |

### レギュラー版

#### 2025年
| 回 | 放送日   | 放送内容 | VTR出演者 | スタジオゲスト                                                                                    | 備考                                          |
| -- | -------- | --- | --- | ------------------------------------------------------------------------------------------------- | --------------------------------------------- |
| 1  | 04月25日 | ファン1000人が選ぶ東京ディズニーシーで絶対食べたいパークフードとは?新フードイベント「シェフズ・イマジネーション」を体験創立100周年!昭和レトロな世界観が大人気!大井川鐵道のSL旅に人が集まる理由に迫る! | 中間淳太（WEST.） 浮所飛貴（ACEes） 西村瑞樹（バイきんぐ）浦川翔平（THE RAMPAGE） 鈴木昂秀（THE RAMPAGE） アンミカ 島袋寛子 知念里奈ジャガー横田 ライオネス飛鳥 アジャコング 岡安章介（ななめ45°） | 小峠英二（バイきんぐ） 柴田英嗣（アンタッチャブル） 間宮祥太朗 中条あやみ 野々村友紀子 若槻千夏   | レギュラー放送初回。 2時間SP（19:55 - 22:00） |
| 2  | 05月16日 | 劇団四季ディズニーミュージカル&100円ショップの裏側調査 | 西村瑞樹（バイきんぐ） | アン ミカ 井上芳雄 奥平大兼 小峠英二（バイきんぐ） 釈由美子 出口夏希 平子祐希（アルコ&ピース）    | 2時間SP（19:55 - 22:00）                      |
| 3  | 05月30日 | 道の駅グルメSP!群馬&千葉“道の駅人気No.1グルメ”を調査 | 安藤なつ（メイプル超合金） 長州力 彦摩呂坂本昌行 サンシャイン池崎 藤本敏史（FUJIWARA） 渡辺満里奈河合郁人 キンタロー。 ジャガー横田 西村瑞樹（バイきんぐ） ライオネス飛鳥                          | 小峠英二（バイきんぐ） 柴田英嗣（アンタッチャブル） 大地真央 藤本美貴                             | 2時間SP（20:00 - 22:00）                      |
| 4  | 06月13日 | 食のプロが選ぶ“ご当地冷凍食品”ランキング!ヒットの秘密調査 | 岡部大（ハナコ） サンシャイン池崎 はいだしょうこ ハシヤスメ・アツコ音尾琢真 月城かなと | 小峠英二（バイきんぐ） 長野博 平子祐希（アルコ&ピース） 横澤夏子藤原琴 増田雅昭 武藤十夢 森田正光 | 2時間SP（20:00 - 22:00）                      |
| 5  | 06月27日 | 熱海で話題のレトロ洋食対決! イオン×業務スーパー!5大スーパーで総菜・スイーツ・冷食買うならココ調査 | 亀梨和也 田辺智加（ぼる塾） 迫田孝也 とにかく明るい安村 なかやまきんに君松木安太郎 南波雅俊（TBSアナウンサー） 山村紅葉 加藤諒 川谷修士（2丁拳銃） 野々村友紀子                                    | ギャル曽根 小峠英二（バイきんぐ） 長野博 藤本美貴 向井慧（パンサー）                              | 2時間SP（20:00 - 22:00）                      |
| 6  | 07月18日 | バレーボール生放送の裏側調査&石川祐希が愛される㊙︎理由? | | 木村沙織 ギャル曽根 小峠英二（バイきんぐ） 山崎弘也（アンタッチャブル）                           | 21:00 - 22:00                                 |
| 7  | 07月21日 | TBSドラマ撮影の裏側大調査!松本潤の㊙︎こだわりとは? | あばれる君 井上裕介（NON STYLE） 小峠英二（バイきんぐ） サンシャイン池崎 長州力 松本潤 | ギャル曽根 小峠英二（バイきんぐ） 吉村崇（平成ノブシコブシ）                                      | 月曜日の放送。 （21:45 - 22:57）              |
| 8  | 07月25日 | 「ジャングリア沖縄」ゴールデンバラエティ初公開 | 内田篤人 なかやまきんに君 宮川大輔加藤諒 長谷川雅紀（錦鯉） | 小峠英二（バイきんぐ） 生瀬勝久 菜々緒 山崎弘也（アンタッチャブル） ギャル曽根                    | 2分拡大（20:55 - 22:00）                      |
| 9  | 08月08日 | マクドナルドの国民が気になる裏側調査!巨大パティ工場に突撃 | 小手伸也 田辺智加（ぼる塾） チャンカワイ 中間淳太（WEST.）加藤諒 長州力 マルシア | 小峠英二（バイきんぐ） アン ミカ ギャル曽根 山崎弘也（アンタッチャブル）                          | 2分拡大（20:55 - 22:00）                      |

## ネット局

### レギュラー放送
| 放送対象地域  | 放送局                    | 系列    | 放送日時           | ネット状況 |
| ------------- | ------------------------- | ------- | ------------------ | ---------- |
| 関東広域圏    | TBSテレビ（TBS）          | TBS系列 | 金曜 20:57 - 22:00 | 【制作局】 |
| 北海道        | 北海道放送（HBC）         | TBS系列 | 金曜 20:57 - 22:00 | 同時ネット |
| 青森県        | 青森テレビ（ATV）         | TBS系列 | 金曜 20:57 - 22:00 | 同時ネット |
| 岩手県        | IBC岩手放送（IBC）        | TBS系列 | 金曜 20:57 - 22:00 | 同時ネット |
| 宮城県        | 東北放送（tbc）           | TBS系列 | 金曜 20:57 - 22:00 | 同時ネット |
| 山形県        | テレビユー山形（TUY）     | TBS系列 | 金曜 20:57 - 22:00 | 同時ネット |
| 福島県        | テレビユー福島（TUF）     | TBS系列 | 金曜 20:57 - 22:00 | 同時ネット |
| 山梨県        | テレビ山梨（UTY）         | TBS系列 | 金曜 20:57 - 22:00 | 同時ネット |
| 新潟県        | 新潟放送（BSN）           | TBS系列 | 金曜 20:57 - 22:00 | 同時ネット |
| 長野県        | 信越放送（SBC）           | TBS系列 | 金曜 20:57 - 22:00 | 同時ネット |
| 静岡県        | 静岡放送（SBS）           | TBS系列 | 金曜 20:57 - 22:00 | 同時ネット |
| 富山県        | チューリップテレビ（TUT） | TBS系列 | 金曜 20:57 - 22:00 | 同時ネット |
| 石川県        | 北陸放送（MRO）           | TBS系列 | 金曜 20:57 - 22:00 | 同時ネット |
| 中京広域圏    | CBCテレビ（CBC）          | TBS系列 | 金曜 20:57 - 22:00 | 同時ネット |
| 近畿広域圏    | 毎日放送（MBS）           | TBS系列 | 金曜 20:57 - 22:00 | 同時ネット |
| 鳥取県 島根県 | 山陰放送（BSS）           | TBS系列 | 金曜 20:57 - 22:00 | 同時ネット |
| 岡山県 香川県 | RSK山陽放送（RSK）        | TBS系列 | 金曜 20:57 - 22:00 | 同時ネット |
| 広島県        | 中国放送（RCC）           | TBS系列 | 金曜 20:57 - 22:00 | 同時ネット |
| 山口県        | テレビ山口（tys）         | TBS系列 | 金曜 20:57 - 22:00 | 同時ネット |
| 愛媛県        | あいテレビ（itv）         | TBS系列 | 金曜 20:57 - 22:00 | 同時ネット |
| 高知県        | テレビ高知（KUTV）        | TBS系列 | 金曜 20:57 - 22:00 | 同時ネット |
| 福岡県        | RKB毎日放送（RKB）        | TBS系列 | 金曜 20:57 - 22:00 | 同時ネット |
| 長崎県        | 長崎放送（NBC）           | TBS系列 | 金曜 20:57 - 22:00 | 同時ネット |
| 熊本県        | 熊本放送（RKK）           | TBS系列 | 金曜 20:57 - 22:00 | 同時ネット |
| 大分県        | 大分放送（OBS）           | TBS系列 | 金曜 20:57 - 22:00 | 同時ネット |
| 宮崎県        | 宮崎放送（MRT）           | TBS系列 | 金曜 20:57 - 22:00 | 同時ネット |
| 鹿児島県      | 南日本放送（MBC）         | TBS系列 | 金曜 20:57 - 22:00 | 同時ネット |
| 沖縄県        | 琉球放送（RBC）           | TBS系列 | 金曜 20:57 - 22:00 | 同時ネット |

## スタッフ

### レギュラー版
- ナレーター：川野剛稔【毎週】、中井美琴、森千晃、小針彩希【週替り】
- 構成：寺田智和【毎週】、西村隆志、河野力也、デーブ八坂、久保田将貴【週替り】
- TP：吉田崇
- TD：中里子【週替り】
- TDOrカメラ：中村年正【週替り、回によって異なる】
- カメラ：鈴木将大、大野紘平、平井洋子【週替り】
- VE：松吉英明
- MIX：佐野正和、山羽稔、濱上美希【週替り】
- 照明：木戸昭彦、宮澤朗【週替り】
- 美術プロデューサー：吉良久仁子
- デザイン：木島卓哉
- アートコーディネーター：平山雄大
- 大道具：岩崎隆史
- 大道具操作：岸下亜樹
- アクリル装飾：江口綾那
- 電飾：大野太地
- 装飾：藤原佐知子
- 建具：岸久雄
- メイク：遠藤敏子、山田かつら、田中智子、佐伯海帆、水本麗奈【週替り】
- イラスト：ヒライタカコ、森本レオリオ【週替り】
- 編集：上本学【基本毎週】、生江正俊【不定期】
- MA：阿部祥高
- 音効：星裕介
- CG：中原勇
- タイトルデザイン：郡司毬子
- リサーチ：スコープ、フォーミュレーション
- TK：三浦涼子
- 技術協力：TBS ACT、BULL BULL、MJ、ONE、JUNE SEP、The King Maker、東京オフラインセンター、メディアリース【毎週】、タイムリー、Swish Japan inc.、華飛HANABI【週替り】
- 美術協力：フジアール【毎週】、TBS ACT【週替り】
- 編成：野村和矢（TBSテレビ）
- 宣伝：筒井理恵・斉藤花弥・菅野純佳（TBSテレビ）
- AD：森深雪【毎週】、菊地真日瑠、杉山海斗、矢橋香織、菱田朋来、小林凌輔、橋爪咲弥子、生地夢叶、白畑羽翼、牧野有里、佐原歩果、小野関周、長町彩女、工藤綺乃、渡邉澪、遠田怜奈、向井亮悟【週替り】
- AP：中野有貴、小林聡美、金原かれん【毎週】、渡邉優子、見留晴絵、上原彩子、井上美鈴【週替り】
- ディレクター：神垣光、髙橋幸子、碇まこと(真人)、牛久英雄、飯塚桂子、佐藤秀樹、金孝義、坂井元徳、カワノリョウ、松崎秀峰、小川真人、小ヶ倉剛、植田良樹、北條学、財津猛、早崎春香、小畠彩乃、杉本真美子、杉野将人、岡真夕、御供聡史、山口浩和、村松佑亮、山本希江【週替り】
- 演出：吉行俊介（TWS）
- プロデューサー：菱田悠・尾谷亜貴崇（TWS）、菊池絢子（ゲンカイエンターテインメント）【毎週】、興石将大、酒井甚哉、菊池桃花【週替り】
- 制作協力：ゲンカイエンターテインメント【毎週】、PuniPika、極東電視台【週替り】
- 製作：TWS・TBS

過去のスタッフ
- TP：大森隆晴

### パイロット版
第4弾（2025年2月8日放送分）
- ナレーター：関俊彦、久嶋志帆
- 構成：寺田智和、デーブ八坂、久保田将貴、河野力也
- TP：大森隆晴
- TD：中里子
- カメラ：宮原里瑛
- VE：松吉英明
- MIX：佐野正和
- 照明：木戸昭彦
- 美術プロデューサー：吉良久仁子
- デザイン：木島卓哉
- アートコーディネーター：平山雄大
- 大道具：岩崎隆史
- 大道具操作：岸下亜樹
- アクリル装飾：村田誠司
- 建具：岸久雄
- メイク：アートメイク・トキ
- イラスト：森本レオリオ、ヒライタカコ
- MA：阿部祥高
- 音効：星裕介
- CG：中原勇
- タイトル：中原悦宏
- リサーチ：スコープ
- TK：三浦涼子
- 技術協力：TBS ACT、Swish Japan inc.、BULL BULL、PPP本舗(ピースリー本舗)、タイムリー、MJ、ジーリンクスタジオ、ONE、東京オフラインセンター
- 美術協力：TBS ACT、フジアール
- 協力：ピクスタ
- 編成：野村和矢（TBSテレビ）
- AD：瀧口凛太郎、橋爪咲弥子、小林凌輔、甲良碧、井上周斗、黒田廉
- AP：山崎遥加
- ディレクター：神垣光、佐藤秀樹、碇まこと、岡真夕、髙橋幸子、カワノリョウ(河野亮)、御供聡史、遠田怜奈
- 演出：吉行俊介（TWS）
- プロデューサー：菱田悠（TWS）
- 製作：TWS、TBS

過去のスタッフ
- ナレーター：中尾隆聖（第2弾）、森千晃（第2弾）
- TD/SW：大嶋徹（第2弾）
- カメラ：堀田香菜美（第2弾）
- VE：浅野喬（第2弾）
- AUD：野澤研二（第2弾）
- 照明：西澤庸浩（第2弾）
- アクリル装飾：池澤明徳（第2弾）
- メイク：山田かつら（第2弾）
- 音効：上野大、多田思央美
- 技術協力：共テレ
- 宣伝：斉藤花弥・久永洋平（共にTBSテレビ）
- AD：奥谷夏菜
- ディレクター：金孝義、岩田充弘
- プロデューサー：柴崎香苗（第2弾）